# Volleyball Thailand League 2015-2016 (maschile)
La Volleyball Thailand League 2015-2016 si è svolta dal 10 ottobre 2015 al 13 marzo 2016: al torneo hanno partecipato otto squadre di club thailandesi e la vittoria finale è andata per la prima volta al Wing 46 Phitsanulok Volleyball Club.

## Regolamento

### Formula
Le squadre hanno disputato un girone all'italiana, con gare di andata e ritorno, per un totale di quattordici giornate.

### Criteri di classifica
Se il risultato finale è stato di 3-0 o 3-1 sono stati assegnati 3 punti alla squadra vincente e 0 a quella sconfitta, se il risultato finale è stato di 3-2 sono stati assegnati 2 punti alla squadra vincente e 1 a quella sconfitta.
L'ordine del posizionamento in classifica è stato definito in base a:
- Numero di partite vinte;
- Punti;
- Ratio dei set vinti/persi;
- Ratio dei punti realizzati/subiti;
- Risultati degli scontri diretti.

## Squadre partecipanti
| Club                | Città             | Palazzetto                            | Stagione precedente              |
| ------------------- | ----------------- | ------------------------------------- | -------------------------------- |
| Kasetsart           | Bangkok           | Chantana Yingyong Bangkok             | 4ª in Volleyball Thailand League |
| Chiang Rai          | Chiang Rai        | Rajabhat University Chiang Rai        | 5ª in Volleyball Thailand League |
| Chonburi VC         | Chonburi          | Multi-purpose Building Chonburi       | 2ª in Volleyball Thailand League |
| Nakhon Ratchasima   | Nakhon Ratchasima | Rajabhat University Nakhon Ratchasima | Campione di Thailandia           |
| Wing 46 Phitsanulok | Phitsanulok       | Main Stadium Phitsanulok              | 3ª in Volleyball Thailand League |
| Ratchaburi          | Ratchaburi        | Main Stadium Ratchaburi               | ?                                |
| Sisaket KVC         | Sisaket           | Wi Sommai Sisaket                     | 6ª in Volleyball Thailand League |
| Raj. Thanyaburi     | Thanyaburi        | BG Hall Pathum Thani                  | ?                                |

## Torneo

### Risultati
| Prima giornata |                            |     |                                   |
|                |                            |     |                                   |
| 10-10          | Chiang Rai-Sisaket         | 3-2 | 25-19, 24-26, 16-25, 29-27, 15-11 |
| 10-10          | Nakhon Ratchasima-Chonburi | 3-1 | 25-21, 18-25, 25-23, 25-20        |
| 11-10          | Bangkok-Thanyaburi         | 3-1 | 25-19, 25-17, 29-31, 25-20        |
| 11-10          | Phitsanulok-Ratchaburi     | 3-1 | 25-22, 20-25, 25-11, 25-13        |

| Seconda giornata |                              |     |                            |
|                  |                              |     |                            |
| 17-10            | Chonburi-Phitsanulok         | 1-3 | 23-25, 25-27, 25-16, 28-30 |
| 17-10            | Nakhon Ratchasima-Ratchaburi | 3-0 | 25-13, 25-22, 25-17        |
| 18-10            | Bangkok-Sisaket              | 1-3 | 29-27, 19-25, 23-25, 22-25 |
| 18-10            | Thanyaburi-Chiang Rai        | 0-3 | 18-25, 20-25, 20-25        |

| Terza giornata |                           |     |                            |
|                |                           |     |                            |
| 23-10          | Ratchaburi-Bangkok        | 3-1 | 24-26, 25-20, 27-25, 25-23 |
| 24-10          | Chonburi-Chiang Rai       | 3-0 | 25-13, 25-19, 25-20        |
| 25-10          | Phitsanulok-Thanyaburi    | 3-0 | 25-15, 25-20, 25-22        |
| 25-10          | Sisaket-Nakhon Ratchasima | 0-3 | 20-25, 14-25, 18-25        |

| Quarta giornata |                              |     |                            |
|                 |                              |     |                            |
| 31-10           | Thanyaburi-Nakhon Ratchasima | 0-3 | 9-25, 15-25, 14-25         |
| 31-10           | Sisaket-Phitsanulok          | 0-3 | 21-25, 16-25, 19-25        |
| 01-11           | Chonburi-Bangkok             | 3-0 | 25-19, 25-20, 28-26        |
| 15-11           | Chiang Rai-Ratchaburi        | 1-3 | 23-25, 22-25, 25-22, 19-25 |

| Quinta giornata |                               |     |                                   |
|                 |                               |     |                                   |
| 21-11           | Chonburi-Ratchaburi           | 3-0 | 25-20, 25-19, 25-17               |
| 21-11           | Sisaket-Thanyaburi            | 3-0 | 25-20, 25-11, 25-21               |
| 22-11           | Chiang Rai-Bangkok            | 2-3 | 25-20, 23-25, 25-14, 20-25, 12-15 |
| 22-11           | Nakhon Ratchasima-Phitsanulok | 3-1 | 29-27, 25-21, 28-30, 25-18        |

| Sesta giornata |                              |     |                            |
|                |                              |     |                            |
| 28-11          | Nakhon Ratchasima-Chiang Rai | 3-0 | 25-16, 25-22, 25-19        |
| 28-11          | Ratchaburi-Sisaket           | 0-3 | 20-25, 22-25, 19-25        |
| 29-11          | Bangkok-Phitsanulok          | 1-3 | 23-25, 19-25, 25-23, 20-25 |
| 29-11          | Thanyaburi-Chonburi          | 0-3 | 12-25, 12-25, 21-25        |

| Settima giornata |                           |     |                                  |
|                  |                           |     |                                  |
| 05-12            | Sisaket-Chonburi          | 0-3 | 17-25, 19-25, 14-25              |
| 06-12            | Phitsanulok-Chiang Rai    | 3-0 | 25-16, 25-17, 25-11              |
| 07-12            | Bangkok-Nakhon Ratchasima | 0-3 | 17-25, 15-25, 18-25              |
| 07-12            | Ratchaburi-Thanyaburi     | 3-2 | 25-19, 25-16, 23-25, 19-25, 15-6 |

| Ottava giornata |                            |     |                                   |
|                 |                            |     |                                   |
| 24-01           | Sisaket-Chiang Rai         | 3-2 | 23-25, 25-20, 25-22, 21-25, 15-9  |
| 23-01           | Chonburi-Nakhon Ratchasima | 3-1 | 22-25, 25-23, 27-25, 25-20        |
| 24-01           | Thanyaburi-Bangkok         | 2-3 | 19-25, 25-23, 27-25, 19-25, 12-15 |
| 23-01           | Ratchaburi-Phitsanulok     | 1-3 | 16-25, 25-19, 29-31, 25-27        |

| Nona giornata |                              |     |                                   |
|               |                              |     |                                   |
| 31-01         | Phitsanulok-Chonburi         | 2-3 | 20-25, 28-30, 25-21, 25-20, 10-15 |
| 02-02         | Ratchaburi-Nakhon Ratchasima | 0-3 | 14-25, 25-27, 12-25               |
| 31-01         | Sisaket-Bangkok              | 1-3 | 25-23, 23-25, 21-25, 18-25        |
| 30-01         | Chiang Rai-Thanyaburi        | 3-0 | 25-16, 25-18, 25-13               |

| Decima giornata |                           |     |                                  |
|                 |                           |     |                                  |
| 07-02           | Bangkok-Ratchaburi        | 2-3 | 25-15, 12-25, 25-22, 20-25, 8-15 |
| 07-02           | Chiang Rai-Chonburi       | 0-3 | 20-25, 22-25, 16-25              |
| 06-02           | Thanyaburi-Phitsanulok    | 0-3 | 19-25, 18-25, 24-26              |
| 06-02           | Nakhon Ratchasima-Sisaket | 3-0 | 25-18, 25-16, 25-13              |

| Undicesima giornata |                              |     |                     |
|                     |                              |     |                     |
| 10-02               | Nakhon Ratchasima-Thanyaburi | 3-0 | 25-13, 25-20, 25-17 |
| 10-02               | Phitsanulok-Sisaket          | 3-0 | 25-19, 25-21, 25-19 |
| 14-02               | Bangkok-Chonburi             | 0-3 | 16-25, 20-25, 16-25 |
| 10-02               | Ratchaburi-Chiang Rai        | 0-3 | 25-27, 27-29, 15-25 |

| Dodicesima giornata |                               |     |                                   |
|                     |                               |     |                                   |
| 21-02               | Ratchaburi-Chonburi           | 2-3 | 25-17, 20-25, 26-24, 20-25, 7-15  |
| 20-02               | Thanyaburi-Sisaket            | 0-3 | 18-25, 24-26, 19-25               |
| 21-02               | Bangkok-Chiang Rai            | 3-2 | 18-25, 25-27, 25-16, 25-23, 18-16 |
| 20-02               | Phitsanulok-Nakhon Ratchasima | 3-0 | 25-22, 28-26, 25-16               |

| Tredicesima giornata |                              |     |                            |
|                      |                              |     |                            |
| 28-02                | Chiang Rai-Nakhon Ratchasima | 0-3 | 18-25, 16-25, 17-25        |
| 27-02                | Sisaket-Ratchaburi           | 3-1 | 22-25, 25-18, 25-23, 25-19 |
| 28-02                | Phitsanulok-Bangkok          | 3-0 | 25-17, 25-19, 25-18        |
| 27-02                | Chonburi-Thanyaburi          | 3-0 | 25-20, 25-15, 25-8         |

| Quattordicesima giornata |                           |     |                            |
|                          |                           |     |                            |
| 05-02                    | Chonburi-Sisaket          | 3-0 | 25-17, 25-15, 25-22        |
| 13-02                    | Chiang Rai-Phitsanulok    | 0-3 | 11-25, 14-25, 20-25        |
| 13-02                    | Nakhon Ratchasima-Bangkok | 3-1 | 25-15, 20-25, 25-19, 25-22 |
| 12-02                    | Thanyaburi-Ratchaburi     | 0-3 | 12-25, 16-25, 11-25        |

### Classifica
| Pos. | Squadra             | Pt | G  | V  | P  | SV | SP | Ratio | PF    | PS    | Ratio |
| ---- | ------------------- | -- | -- | -- | -- | -- | -- | ----- | ----- | ----- | ----- |
| 1.   | Wing 46 Phitsanulok | 37 | 14 | 12 | 2  | 39 | 10 | 3.900 | 1 201 | 1 012 | 1.186 |
| 2.   | Nakhon Ratchasima   | 36 | 14 | 12 | 2  | 37 | 8  | 4.625 | 1 129 | 891   | 1.267 |
| 3.   | Chonburi VC         | 34 | 14 | 12 | 2  | 38 | 11 | 3.454 | 1 184 | 964   | 1.228 |
| 4.   | Sisaket KVC         | 18 | 14 | 6  | 8  | 21 | 27 | 0.777 | 1 138 | 1 114 | 1.021 |
| 5.   | Ratchaburi          | 14 | 14 | 5  | 9  | 19 | 33 | 0.575 | 1 118 | 1 186 | 0.942 |
| 6.   | Kasetsart           | 13 | 14 | 5  | 9  | 20 | 35 | 0.571 | 1 181 | 1 289 | 0.916 |
| 7.   | Chiang Rai          | 14 | 14 | 4  | 10 | 18 | 32 | 0.562 | 1 050 | 1 147 | 0.915 |
| 8.   | Raj. Thanyaburi     | 2  | 14 | 0  | 14 | 5  | 42 | 0.119 | 830   | 1 151 | 0.721 |

| Campione di Thailandia | Retrocessa in Pro Challenge |

## Classifica finale
| Pos                   | Squadra             | Qualificazione                 |
| --------------------- | ------------------- | ------------------------------ |
| Thailandia (bandiera) | Wing 46 Phitsanulok | Thai-Denmark Super League 2016 |
| Thailandia (bandiera) | Wing 46 Phitsanulok | AVC Club Championship 2016     |
| 2                     | Nakhon Ratchasima   | Thai-Denmark Super League 2016 |
| 3                     | Chonburi VC         | Thai-Denmark Super League 2016 |
| 4                     | Sisaket KVC         | Thai-Denmark Super League 2016 |
| 5                     | Ratchaburi          | Thai-Denmark Super League 2016 |
| 6                     | Kasetsart           | Thai-Denmark Super League 2016 |
| 7                     | Chiang Rai          | Pro Challenge 2016-17          |
| 8                     | Raj. Thanyaburi     | Pro Challenge 2016-17          |

## Premi individuali
| Premio                | Nome                  | Squadra             |
| --------------------- | --------------------- | ------------------- |
| MVP                   | Kittikun Sriutthawong | Wing 46 Phitsanulok |
| Miglior palleggiatore | Yodsapon Watthana     | Chiang Rai          |
| Miglior opposto       | Amornthep Konhan      | Wing 46 Phitsanulok |
| Miglior schiacciatore | Wanchai Tabwises      | Nakhon Ratchasima   |
| Miglior schiacciatore | Aung Thu              | Nakhon Ratchasima   |
| Miglior centrale      | Kissada Nilsawai      | Chonburi VC         |
| Miglior centrale      | Wuttichai Suksala     | Nakhon Ratchasima   |
| Miglior libero        | Prida Pawaporm        | Sisaket KVC         |
| Miglior libero        | Thanaphat Jarernsuk   | Nakhon Ratchasima   |